# Orthetrum macrostigma
Orthetrum macrostigma är en trollsländeart som beskrevs av Cynthia Longfield 1947. Orthetrum macrostigma ingår i släktet Orthetrum och familjen segeltrollsländor. IUCN kategoriserar arten globalt som livskraftig. Inga underarter finns listade i Catalogue of Life.